# Tim Hortons
Tim Hortons Inc. — канадская сеть закусочных построенная по системе фаст-фуд. Знаменита своими кофейными напитками и сладкими пончиками. Основана в 1964 году в Гамильтоне (Онтарио) знаменитым канадским хоккеистом Тимом Хортоном под брендом «Хортон Донатс». На 2022 год имела 5352 заведений в 15 странах. Оборот «Tim Hortons Inc.» в 2021 году составил $3,34 млрд и чистый доход достиг $997 млн. Сеть по сути является крупнейшей системой фаст-фуда в Канаде. 
По данным на 2005 год «Tim Hortons» контролировала около 62 % рынка горячих кофейных напитков, около 76 % рынка готовой сдобы и производит более чем 22 % дохода в пищевом секторе Канады. В 1991 году компания изменила своё название на The TDL Group Ltd.